# ستانيسلاف شاروف
ستانيسلاف سبارتاكوفيتش شاروف (بالروسية: Станислав Спартакович Шаров) (مواليد 29 مايو 1995)، هُو لاعب كرة سلة روسي يُشارك مع منتخب روسيا لكرة السلة 3x3.
شارك ستانيسلاف شاروف مع مُنتخب بلاده في دورة الألعاب الأولمبية الصيفية 2020 في طوكيو، بحيث أحرز مع باقي أفراد المُنتخب الميدالية الفضية الخاصة بمُسابقة كُرة السلة 3x3.

## وصلات خارجية
- ستانيسلاف شاروف على موقع اللجنة الأولمبية الدولية (الإنجليزية)
- ستانيسلاف شاروف على موقع أوليمبيديا (الإنجليزية)